# Baraboulé
Baraboulé ist sowohl eine Gemeinde (französisch commune rurale) als auch ein dasselbe Gebiet umfassendes Departement im westafrikanischen Staat Burkina Faso in der Region Sahel und der Provinz Soum. Im Jahr 2006 hatte die Gemeinde 29.883 Einwohner.